# فلوورن-وینتسلن
فلوورن-وینتسلن (به آلمانی: Fluorn-Winzeln) یک شهر در آلمان است که در روتوایل واقع شده‌است. فلوورن-وینتسلن ۳٬۲۳۶ نفر جمعیت دارد.

## خواهرخوانده
شهرهای Schönau an der Triesting و Obercarsdorf خواهرخوانده‌های فلوورن-وینتسلن هستند.